# باکنر، کنتاکی
باکنر (به انگلیسی: Buckner) یک منطقهٔ مسکونی در ایالات متحده آمریکا است که در شهرستان اولدهام، کنتاکی واقع شده‌است. باکنر ۱۹٫۴ کیلومتر مربع مساحت و ۴٬۰۰۰ نفر جمعیت دارد و ۲۵۱ متر بالاتر از سطح دریا واقع شده‌است.